# Bourreria tomentosa
Bourreria tomentosa är en strävbladig växtart som först beskrevs av Jean-Baptiste de Lamarck, och fick sitt nu gällande namn av George Don jr. Bourreria tomentosa ingår i släktet Bourreria och familjen strävbladiga växter. Inga underarter finns listade i Catalogue of Life.